# Alaska (Virginia Occidental)
Alaska es un área no incorporada ubicada en el condado de Fayette (Virginia Occidental), Estados Unidos. Está catalogada como un asentamiento humano por la Junta de Nombres Geográficos de los Estados Unidos. Su número de identificación (ID) es 1556047. Se encuentra a 339 m s. n. m. (1112 pies).
La comunidad recibió su nombre del Territorio de Alaska.